# برايان دومولين
برايان دومولين (بالإنجليزية: Brian Dumoulin)‏ هو لاعب هوكي الجليد أمريكي، ولد في 6 سبتمبر 1991 في بيدفورد في الولايات المتحدة.

## وصلات خارجية
- برايان دومولين على موقع دوري الهوكي الوطني (الإنجليزية)
- برايان دومولين على موقع EliteProspects.com (الإنجليزية)
- برايان دومولين على موقع Eurohockey.com (الإنجليزية)
- برايان دومولين على موقع HockeyDB.com (الإنجليزية)
- برايان دومولين على موقع Hockey-Reference.com (الإنجليزية)